# カラサン寺院
カラサン寺院（カラサンじいん、チャンディ・カラサン、ジャワ語: ꦕꦤ꧀ꦝꦶꦏꦭꦱꦤ꧀, Candhi Kalasan、インドネシア語: Candi Kalasan〈別名 Candi Kalibening〉）は、インドネシアのジャワ島中部にある8世紀の仏教寺院である。ジョグジャカルタ市の東約13キロメートルに位置し、プランバナン寺院群に向かうジョグジャカルタとスラカルタ（ソロ）を結ぶ幹線道路ジャラン・ソロ (Jalan Solo) 付近にある。行政区域としては、ジョグジャカルタ特別州スレマン県カラサン地区の村 Tirtomartani の Kalibening に位置する。

## 歴史
ナーガリー文字を用いたサンスクリットによって西暦778年に記されたカラサン碑文によると、寺院は、女神（菩薩、boddhisattvadevi）ターラー（梵: tārā、多羅菩薩）の神聖な建造物（梵: tārābhavanam）として、ラカイ・パナンカラン（マハーラージャ・パナンカラナ〈mahārāja Panaṁgkaraṇa〉、別の部分ではラクルヤン・パナンカラナ〈rakryan Panaṁgkaraṇa〉とも）を説得した王師 rājaguru（Guru Sang Raja Sailendravamçatilaka〈英: the ornament of the Sailendra dynasty、「シャイレーンドラ朝の宝石」の意〉）の意向により建立された。併せてシャイレーンドラ家領内の僧侶のためにヴィハーラ（僧院）が建てられ、パナンカランはカラサンの村をサンガ（僧伽〈仏教徒の共同体〉）に与えた。

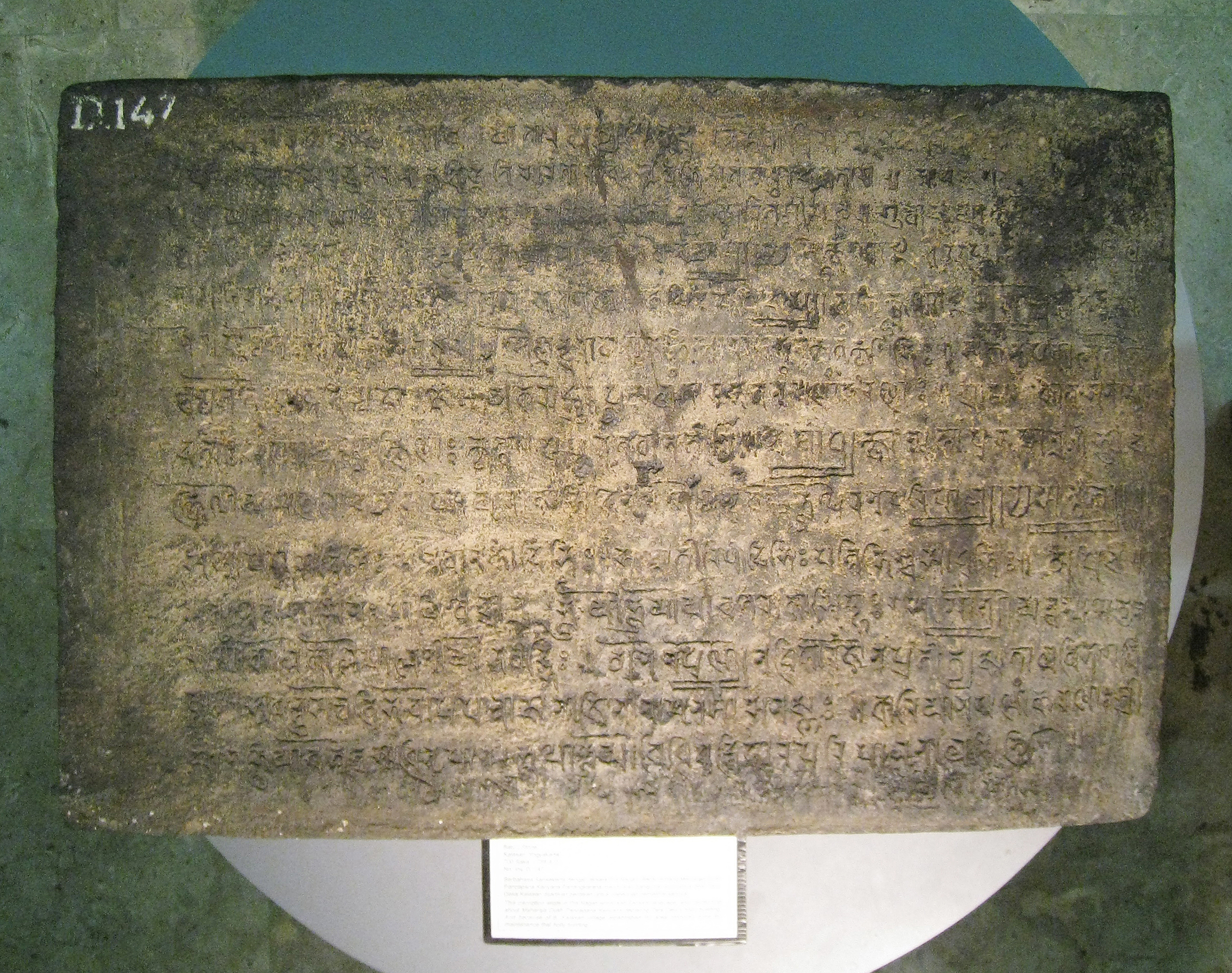
カラサン碑文（西暦778年）

カラサン碑文に記された年代に従えば、カラサン寺院は、ケウ平原（プランバナン平野）に建てられた寺院のうち最古のものである。その後、この仏教寺院は2度の増拡（マウルディ〈mawṛddhi〉）により改変されている。創建時の祠堂は矩形（くけい）であり、8世紀末まで存続したが、その後十字形に増拡され、2度目の増拡がボロブドゥール寺院の増築と同時代（820年頃）の9世紀前半、もしくはそれより遅い850-870年になされたともいわれる。当初の祠堂は現存する主祠堂に内包されており、その主祠堂は、オランダ植民地時代の1927-1929年に修復され、部分的に復元されているが、不明な部分は残されて未完のままである。

## 構成
現在に見られる寺院は、47メートル (45m) 四方の低い基壇上にある。主祠堂は、四方に突出した側室を備えた十字形で、曲折する多角形として構築されている。東を正面として、四方にはそれぞれカーラ・マカラ (Kala-Makara) により装飾された階段と扉があり、そこに3.5メートル四方の側室がある。北、西、南面の側室には彫像はないが、後壁の台座により、側室にはかつて仏像があったことが示唆される。
東正面の側室からは祠堂中央にある7.5メートル四方の主室に通じており、その後壁には大きな台座がある。台座はムンドゥット寺院（チャンディ・ムンドゥット、尼: Candi Mendut）に見られる高さ3メートルの仏倚像の台座に似る。カラサン碑文によると、この寺院にはかつて女神（菩薩、boddhisattvadevi）ターラー（多羅菩薩）の像が安置されていた。今日、像は失われているが、台座の設計や大きさにより、おそらく女神像はムンドゥット寺院の像と同じく椅子に腰を掛けた倚像（いぞう）であったとされる。しかし、高さは6メートルに達したものと考えられ、また、石像ではなく青銅によるものであったとも考えられている。

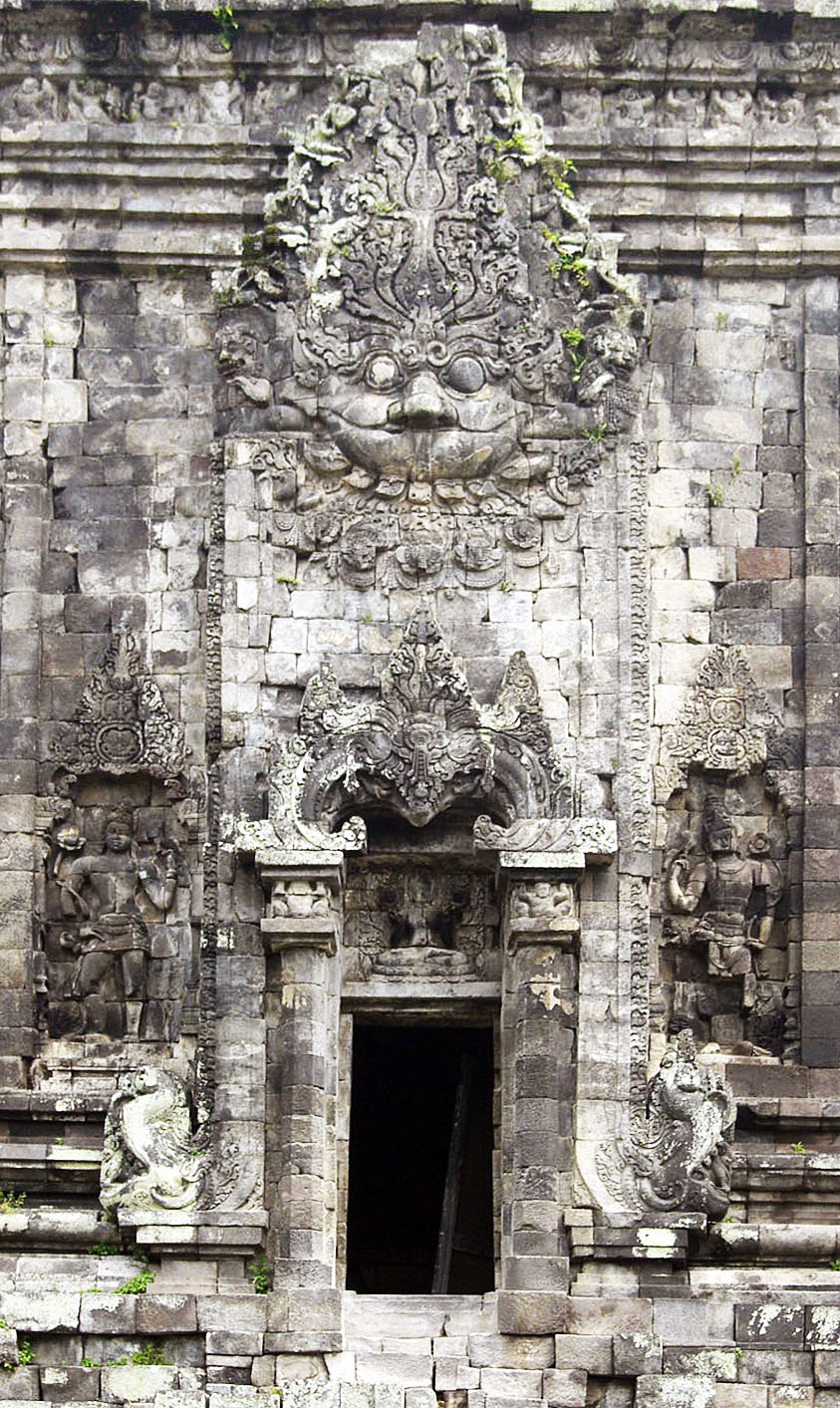
南壁面の入口にある巨大な鬼面カーラ

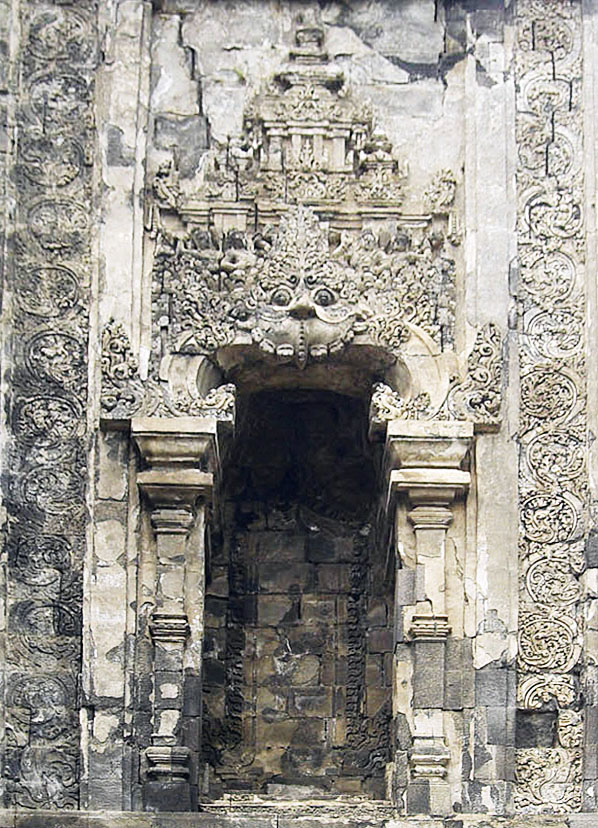
鬼面カーラの彫刻とスヴァロカの諸神で飾られた周囲の壁龕

寺院には見事な浮彫り装飾が施され、入口の上部にあるカーラの鬼面は、一千年前のジャワ美術における一大傑作といわれ、特に南面の扉の上にある巨大なカーラの鬼面は広く知られる。鬼面の下の階段の左右にはマカラがあり、その口中に獅子が配されている。また、南北入口の左右で「トリヴァンガ」（“Trivanga”〈三屈法〉）の姿勢をとるドヴァーラパーラの彫像も注目に値する。
祠堂の内・外には、仏像が安置されたであろう壁龕が見られる。周囲の壁龕にはカーラとともに、神々やアプサラス、ガンダルヴァのいる天宮スヴァロカ (Svarloka〈Svarga Loka〉) の諸神の姿が複雑に刻まれ、外壁面を装飾している。寺院の外壁には、白色の漆喰（vajralepa〈bajralepa〉）の痕跡が認められ、これは近隣のサリ寺院（チャンディ・サリ、尼: Candi Sari）においても見られるものである。
主祠堂の屋蓋（屋根）は3つの部分からなる。下部はまだ身舎の多角形に従っており、そこにはハスに座った仏像の小さな壁龕が見られる。これらの壁龕はそれぞれ仏塔（ストゥーパ）を冠している。屋蓋の中間部分は八角形（八面体）となる。この壁龕により装飾された8面には、2体の仏像が両脇に立つ如来像などがある。屋蓋の上部はほぼ円形で、1つの大きな仏塔（仏舎利塔）を冠していた。主祠堂全体の高さは34メートルにおよぶ。
カラサン寺院は、考古学的に豊かなケウ平原（プランバナン平野）に位置しており、寺院のほぼ北側（北北東）わずか600メートルの位置にサリ寺院（チャンディ・サリ）がある。サリ寺院は、おそらくカラサン碑文にあるヴィハーラ（僧院）であったと考えられている。さらに東側には、プランバナン寺院複合体（チャンディ・プランバナン、尼: Candi Prambanan）、セウ寺院（チャンディ・セウ、尼: Candi Sewu）、プラオサン寺院（チャンディ・プラオサン、尼: Candi Plaosan）などがある。